# Absorptionsspektrum
 Denne artikel bør gennemlæses af en person med fagkendskab for at sikre den faglige korrekthed.

Et absorptionsspektrum er et astronomisk fænomen. Et absorptionsspektrum opstår når spektret fra et himmellegeme absorberes gennem en gassky, spektret ligner det kontinuerte spektrum fra det observerede himmellegeme, men med manglende linjer (absorptionslinjer) fra de lys bølgelængder som gasskyen absorberer. Absorptionsspektre opstår da stofferne i en gassky absorberer lys med meget specifikke bølgelængder, afhængig af hvilke stoffer gasskyen består af.